# Eritrichium pectinatum
Eritrichium pectinatum là loài thực vật có hoa trong họ Mồ hôi. Loài này được (Pall.) A.DC. mô tả khoa học đầu tiên năm 1846.